# Bernhard Rövenstrunck
Bernhard Rövenstrunck (* 10. März 1920 in Essen, Stadtteil Altendorf; † 22. September 2010 in Albstadt-Tailfingen) war ein deutscher Gitarrist, Organist, Oboist, Dirigent, Komponist und Hochschullehrer.

## Leben und Wirken
Bernhard Rövenstrunck kam im Alter von sechs Jahren als Sängerknabe an die Kirche St. Mariä Himmelfahrt (Essen-Altendorf) in seiner Heimatstadt Essen; dort erlernte er bis zum Jahr 1933 die Grundzüge des Gregorianischen Chorals und der klassischen Polyphonie. Von 1934 bis 1938 ging er in eine Lehre als Buchbinder (Gesellenprüfung 1938). In der gleichen Zeit besuchte er den Abendunterricht am Witte-Konservatorium Essen, und zwar in den Fächern Tonsatzlehre und Komposition (Heinz Schnitzler), Oboe (J. Schnalke) und Klavier und nahm an der Sprech- und Singschule bei Sievers in Wuppertal teil. Im Januar 1938 fand Rövenstrunck Aufnahme an der Folkwang-Hochschule in Essen, nachdem deren Direktor Hermann Erpf dies in Verhandlungen mit der NSDAP-Kreisleitung erreicht hatte. Der Komponist wurde nach eigener Aussage seit 1940 von der Gestapo verfolgt, verhört und bestraft; in seinen Papieren wurde er als »p.u.« (politisch unzuverlässig) geführt. An der genannten Hochschule studierte er bei Erpf, Ludwig Weber und W. Dietrich Tonsatz und Komposition, bei Ernst Kaller Orgel und Kirchenmusik, Oboe bei Johann Baptist Schlee, Viola bei Ottmar Gerster und Klavier bei August Weweler.
Am 2. Oktober 1940 wurde Rövenstrunck zur Wehrmacht eingezogen, sechs Wochen später wurde er Oboist bei einem Musikkorps der Infanterie. Im Herbst 1941 wurde ihm vom Bataillonskommandeur mitgeteilt, dass er an die Gestapo ausgeliefert werden solle, weil im Benediktinerkloster Gerleve Briefe von ihm mit staatsgefährdendem Inhalt gefunden worden waren (im gleichen Kloster wurde kurz danach eine »germanische Zuchtanstalt« eingerichtet). Der Kommandeur lieferte ihn nicht aus und stellte ihn unter den Schutz der Wehrmacht. Ab August 1944 befand sich der Komponist im Fronteinsatz in Calais, Compiègne, Mons und in den Niederlanden, später in Dänemark, in Ohrdruf, Jülich, Hagenau und in Süddeutschland (im Schützengraben des Hagenauer Forsts entstand die Vertonung der Zwanzig Hebräischen Balladen für Mezzosopran, Tenor und Klavier nach der Dichtung von Else Lasker-Schüler). Kurz nach Kriegsende wurde er aus einem Kriegsgefangenen-Lager in Biberach an der Riß entlassen; er bekam eine Anstellung als Dirigent und Organist in Buchau am Federsee.
An der Volkshochschule Ulm bekam Rövenstrunck ab 1948 eine Anstellung als Musikdozent (bis 1978); er leitete den dortigen Kammerchor, gab Musikkurse, unterrichtete in den Fächern Pädagogik und Gitarre und gab Konzerte als Dirigent und Gitarrist. Darüber hinaus veranstaltete er die Reihe Aktuelle Musik zusammen mit dem Pianisten Jürgen Uhde. Von 1954 bis 1975 war er auch Dirigent und Organist an der Wengenkirche in Ulm. Von 1958 bis 1980 war Rövenstrunck Hochschullehrer für Gitarre und Komposition an der Staatlichen Musikhochschule Trossingen. Er gehörte zur Kommission der 1. Lehrplanfassung Gitarre des Verbandes deutscher Musikschulen. Ab dem Jahr 1955 hielt er sich häufig in Spanien auf, insbesondere in Katalonien; er erforschte dort die katalanische Bauernmusik. Die Ergebnisse sind in dem Werk Singularitats de la Cançó Popular Catalana zusammengefasst.
Zwischen 1960 und 1968 besuchte er häufig Prag und Brünn, was diverse Auftragswerke für tschechische Ensembles und Orchester zur Folge hatte, darunter 1962 das Ballett Cervený Harlekýn. Die anderen Werke aus dieser Zeit stellen einen Zyklus von Kultmusik dar. In den 1970er- bis 1980er-Jahren bildete er ein Trio für zeitgenössische Musik mit dem Trossinger Klavierprofessor Jaime Padrós (1926–2007) und dem Akkordeonisten Hugo Noth. Zwischen 1979 und 1988 vertonte Rövenstrunck (nach der Übersetzung ins Deutsche) die gesamte Dichtung von San Juan de la Cruz, darunter die beiden Fassungen des Cántico espiritual.
Das Gesamtwerk des Komponisten (Manuskripte, Kopien und Drucke) wurde von 1974 bis 1994 von der Stadtbibliothek Ulm übernommen und katalogisiert. Der Prager Musikwissenschaftler Jaromir Palach begann im Jahr 1993 eine Monographie über den Komponisten; nachdem Palach jedoch am 11. November 1994 verstorben war, blieb die Monographie unvollendet. Er war ein Förderer der zeitgenössischen Musik („sie ist etwas, das aus der Stille kommt und in die Stille zurückkehrt“). 2004 erstellte das Institut d’Estudis Catalans eine »Diploma d’honor« für das musikalische und musikwissenschaftliche Gesamtwerk von Bernhard Rövenstrunck, darüber hinaus für „seinen Beitrag zur katalanischen Kultur“. Rövenstrunck starb am 22. September 2010 im Alter von 90 Jahren in Albstadt-Tailfingen.

## Bedeutung
Die Kompositionen von Bernhard Rövenstrunck zeigen einen gemäßigt modernen Stil mit zeitweiligen Anklängen an die Zwölftonmusik. Seine Veröffentlichung Singularitats de la Cançó Popular Catalana stellt einen bedeutenden Beitrag zur Kultur der spanischen Region Katalonien dar.

## Werke
Werke-Katalog
- Orchesterwerke
  - Konzert für Kammerorchester (Streicher) in G (1949)
  - Musik für kleines Orchester (Flöte, Englischhorn, Klarinette in B, Fagott und Streicher; 1950)
  - Musik in vier Sätzen (Trompete, Posaune, Celesta, Harfe, Schlagzeug und Streicher; 1951)
  - Konzert für Violine und kleines Orchester (1952)
  - »Elemente«, Orchestermusik in drei Sätzen (1953)
  - »Triversi 2« für Streichorchester (1955)
  - »Modifikationen«, Musik für Orchester in drei Sätzen (1957)
  - »Transformationen« für Bassklarinette, Violoncello, Klavier, Schlagzeug und Streicher (1957)
  - »Parerga« für Klavier oder Zymbal, Streicher und Schlagzeug (1957)
  - Kammersinfonie für zwei Flöten, Oboe, Englischhorn, Bassklarinette, zwei Fagotte, zwei Hörner, zwei Trompeten, zwei Posaunen und Kontrabass (1961)
  - Kammerkonzert für Bassklarinette, Schlagzeug und Streicher (1961)
  - »Dialoge« für Flöte und Streicher (1962)
  - »Konfigurationen«, fünf Orchesterstücke (1965)
  - »Diaphanie« für drei Flöten, Trompete und Streicher (1966)
  - »Responsorien« für Orgel, zwei Violen, zwei Violoncelli, Kontrabass und Schlagzeug (1968)
  - »Canto di uccelli« für vier Gitarren und Orchester in drei Sätzen (1993)
- Bühnenwerke
  - »Die Löwengrube«, Nachtstück mit Musik für fünf Schauspieler, Bariton, Klarinette in B, Fagott, Trompete, Kontrabass und Schlagzeug (1957)
  - Ballett »Cervený Harlekýn« (Der rote Harlekin), 1. Fassung für gemischten Chor und Orchester (1962), 2. Fassung für gemischten Chor und Orchester, ohne Blechbläser, mit Klavier (1974)
  - »Nausikaa« für Sprecher und Bassklarinette (1964)
  - »Terra incognita«, Oper in zwei Akten; Singstimmen: Sopran, zwei Tenöre, zwei Baritone und eine Bassstimme; Orchester: Flöte, Posaune, Akkordeon (oder elektrische Orgel), Gitarre, Schlagzeug, zwei Violinen, Viola, Violoncello und Kontrabass (1972)
  - »Canto espiritual«, Mysterienspiel als Ballett (Text: San Juan de la Cruz), für Sopran, Bariton, gemischten Chor, Sprecher, Flauta dulce (Blockflöte), Altblockflöte in F, Sopranblockflöte in C, Chirimia soprano (Schalmei) oder Oboe, Chirimia contralto oder Englischhorn, Chirimia tenor oder Heckelphon, Bajón (Pommer) oder Fagott, Corneta (Kornett), Sacabuche contralto oder Altposaune, Sarabuche tenor oder Tenorposaune, Sarabuche bajo oder Bassposaune, zwei Gitarren, Vibraphon, Xylomarimba und Schlagzeug (1982)
  - Ballettoper »Die kleine Schöpfung« für Sopran, Mezzosopran, Tenor, Bariton, Kammerchor, Schülerchor, Sprecher, Flöte, Klarinette, Trompete, Posaune, Schlagzeug, Vibraphon, Xylophon, zwei Violinen, Viola, zwei Violoncelli und Kontrabass (1984)
  - Katalanische Kinderoper »Festa major« in deutscher Sprache, für dreistimmigen Kinderchor, zwei Flöten, zwei Klarinetten, zwei Gralles (Schalmeien oder Oboen), zwei Trompeten, zwei Posaunen, Schlagzeug, zwei Violinen, Viola, Violoncello und Kontrabass, mit Schauspielern (1990)
- Oratorien und Kantaten
  - Musik nach Psalmen (1946–1949)
  - Adventsmusik zum zweiten, dritten und vierten Adventssonntag für Chor, zwei Englischhörner, zwei Fagotte, zwei Trompeten und zwei Posaunen (1955)
  - »Inkarnation«, Oratorium in drei Teilen (Nachtgesang, Passion, Jüngstes Gericht) für Tenor, Bariton, gemischten Chor, Flöte, Oboe, Klarinette, Fagott, Horn in F, zwei Trompeten, zwei Posaunen, vier Violen, vier Violoncelli und zwei Kontrabässe (1956)
  - Motette »Floret flores« für Chor und zehn Bläser (1958)
  - Cantata »Nova canço del desembre congelat« (Neues Lied vom eisigen Dezember) für Chor, Flöte, zwei Violen und Gitarre (1960)
  - »Llibre d’ amic e amat« (Buch vom Liebenden und Geliebten) für Sopran, Chor und Orgel (1963)
  - »Meditationen« für Solo, Chor und Orgel (1964)
  - »Tropen« für Solo, Chor, Gemeindegesang und Orgel (1968)
  - »Der 145. Psalm« mit Kyrie, Alleluja und Sanctus für Solo, Chor, Streicher und Orgel (1972)
  - »Sequenzen« nach acht Dichtungen von Notker von St. Gallen für Chor, Flöte, Bassklarinette, zwei Klaviere und Schlagzeug (1976)
  - »Cánticos I, Poesias de San Juan de la Cruz«, 17 Dichtungen des heiligen Johannes vom Kreuz in jeweils drei Fassungen (vokal und instrumental, einstimmig mit Orgel und einstimmig mit Gitarre) in spanischer und deutscher Sprache (1985, 1990)
  - »Cánticos II, Poesias de San Juan de la Cruz«, neun Dichtungen des heiligen Johannes vom Kreuz, für gleiche Singstimmen, Tasteninstrument, Gitarre, Blockflöte und Schlagzeug in spanischer und deutscher Sprache (1990)
  - »Cánticos III, Poesias de San Juan de la Cruz«, acht Dichtungen des heiligen Johannes vom Kreuz, für Solostimme, Tasteninstrument und vierstimmigen gemischten Chor (1990); hiervon 2. Fassung für gleiche Simmen mit Tasteninstrument-Begleitung (1990)
  - »Cánticos IV, Canciones entre el alma y el esposo« (Lieder zwischen der Seele und dem Geliebten), für gleiche Stimmen, Orgel, Gitarre, Blockflöte und Schlagzeug (1990)
  - »Cánticos V, Poesias de San Juan de la Cruz«, vier Dichtungen des heiligen Johannes vom Kreuz, für gleiche Stimmen und Orgel (1990)
  - »La Festa major«, Kantate für Chor, Musikgruppe, Erzähler und Spezialeffekte; Chorstimmen in deutscher Sprache für deutsche Aufführungen (1990)
  - »Parerga zu Cánticos«, acht Dichtungen des heiligen Johannes vom Kreuz, für Sopran und Gitarre (1991)
  - Zwölf katalanische Weihnachtslieder für drei bis vier gleiche Stimmen (1993)
  - Vierzehn »Villancicos Aragoneses« (1993)
  - »Una versión de los 14 villancicos, las melodias tradicionales con voz y guitarra« (1993)
  - »6 Villancicos aragoneses« für Solo, Chor, Streichquintett und Schlagzeug (1994)
- Kammermusik
  - Quintett für Horn und Streichquartett (1944)
  - Sonate in C für Violine und Klavier (1948)
  - Sonate für Englischhorn und Klavier (1949)
  - Duo für Violine und Violoncello (1951)
  - Streichtrio für Violine, Viola und Violoncello (1952)
  - »In Paradiso« – Musik für Violoncello und Klavier (1952)
  - Suite für Solovioline (1952)
  - Musik für Solovioline (1956)
  - Sonate für Solovioline (1958)
  - Intrada für zehn Bläser (zwei Oboen, Englischhorn, zwei Fagotte, zwei Trompeten und drei Posaunen, 1958)
  - Duo für Violine und Klavier (1959)
  - »Versos« für Flöte, Bassklarinette, Klavier und Schlagzeug (1959)
  - Quintett für Gitarre und Streichquartett (1960)
  - Duo für Blockflöte und Gitarre (1964)
  - »Intonationen« für Orgel, Cembalo und Klavier (1968)
  - »Intonationen« für Akkordeon, Gitarre und Kontrabass (1968)
  - Duo für Flöte und Violine (1971)
  - »Polarisationen« für Akkordeon und zwei Gitarren (1971)
  - »Adaptionen« für Akkordeon und Streichquartett (1971)
  - »Lux et origo« für Violine und präpariertes Klavier (1973)
  - »Cantos« für Akkordeon, Flöte und Violoncello (1974)
  - Duo für Akkordeon und Klavier (1974)
  - »Râg« für Akkordeon und zwei Gitarren (1976)
  - »Spuren« für zwei Gitarren und Akkordeon (1976)
  - »Zigeunerspuren« für Violine, Akkordeon und Gitarre, mit sieben Liedern für Sopran und Gitarre (1976)
  - »Zeichen und Zeichnungen« für Akkordeon und zwei Gitarren (1976)
  - »Desfilada dels enchufats« für fünf Trompeten in C, drei Posaunen und Schlagzeug (1978)
  - Nonett (Trauerode) »Friedrich II. von Hohenstaufen« für Flöte, Oboe, Klarinette in B, Fagott, Horn in F, Violine, Viola, Violoncello und Kontrabass (1982)
  - Drei Preludien für Akkordeon, Cembalo und Schlagzeug (1986)
  - Drei Preludien für Gitarre und Streichquartett (1988)
  - »Estampes mallorquines« (Mallorquinische Bilder) für Flöte, zwei Violinen und Violoncello (1988)
- Streichquartette
  - Streichquartett I (1955)
  - Streichquartett II (1955)
  - Streichquartett III (1958)
  - Streichquartett IV (1962)
  - Streichquartett V (1963)
  - Streichquartett VI (1969)
  - »Cantigas« (Streichquartett VII, 1969) in memoriam Jan Palach
  - Streichquartett VIII mit Mezzosopran (1970)
  - Streichquartett IX (»Tropen«) über vier alte tschechische Volkslieder (1970)
  - Streichquartett X (1983)
- Violin-Duos
  - 70 Duos für zwei Violinen (1952)
- Klaviermusik
  - Suite für Klavier (1951)
  - Klaviermusik für Maria Keeding (1952)
  - Klaviermusik für Rolf Schill (1953)
  - »Kaleidoskop« (Zyklus von 24 Klavierstücken in vier Gruppen, 1954)
  - Klaviermusik für zwei Spieler (1955)
  - Sonate für Klavier (1957)
  - Vier Klavierstücke für Susanne (1963)
  - »Dialog« für Klavier (1964)
  - »El duende I« (Der Zaubergeist) für Klavier (1994)
  - »El duende II« für Klavier (2001)
- Orgelmusik
  - Toccata I (1949)
  - Fantasie »Spiritus Domini« (1949)
  - Andante (1949)
  - Nachspiel zu »Wie schön leuchtet der Morgenstern« (1949)
  - Fantasie für Orgel (1949)
  - Orgelspielwerk: Kirchenliedbearbeitungen (1949)
  - Einspiel »Gaudeamus« (1950)
  - Orgelspielwerk: 42 freie Orgelstücke (1950)
  - Orgelspielwerk: Orgelmusik und Begleitungen zum Gregorianischen Choral (1950)
  - Musik für eine kleine Orgel (Sonate, 1951)
  - Ein- und Zwischenspiele für Orgel zu sechzehn Kirchenliedern (1958)
  - Fünf Stücke aus dem Orgelbuch »Gotteslob« (1970)
  - Vorspiel zum Alleluiavers »Dies sanctificatus« (1981)
  - Vorspiel und Versetten zu »Viderunt omnes« (1981)
  - Variationen über »Assumpta est Maria in caelum« (1981)
  - »Diferencias« über »Dominus dixit ad me« (1986)
  - »Diferencias« über »Justus ut palma florebit« (unvollendet, 1986)
  - »Diferencias« über den Hymnus »Nunc Sancte nobis Spiritus« für Sopran und Orgel (1987)
  - Präludium »Puer natus est« (1988)
  - Meditationen über »La Mare de Déu« (1993)
  - Variationen über »El noi de la Mare« (1993)
  - Meditationen über »Sant Josep i la Mare de Deu« (1993)
  - Variation über »Fum, fum, fum …« (1993)
  - Variation über »Allà sota una penya« (1993)
  - Variationen über »El desembre congelat« (1993)
  - »7 Cançons de Nadal per a orgue« (Manuskript)
  - »La cancó de Sant Ramon per la orgue« (Manuskript)
  - Musik für Trompete und Orgel (drei Stücke, Manuskript)
- Musik für Chor und Orgel
  - »Veni creator spiritus« (1948)
  - »Pange lingua« (1948)
  - »Ecce Sacerdus magnus« (1948)
  - Fantasie über »Pange lingua« (1948)
  - Orgelstücke zu den gregorianischen Propriumsgesängen von Ostern (1980)
  - Präludium zu »Resurrexit« für zwei Orgeln (1981)
  - Orgelstücke zu den gregorianischen Propriumsgesängen der Messe »Statuit« (1981)
- Gitarrenmusik
  - »Suita espagnola para guitarra« (1958)
  - Divertimento für Flöte und Gitarre (1963)
  - Divertimento für Violine und Gitarre (1963)
  - »Die Lehre des Gitarrenspiels« (1965)
  - »Llamadas de la Sirena« (drei Hefte, 1972)
  - »Lamadas« für Gitarre (drei Hefte, 1973); gründlich revidiert und teilweise neu komponiert (2003)
  - 77 Duos für zwei Gitarren (drei Hefte, 1973)
  - Generalbass für Gitarre (1975)
  - Liedsatz für Gitarre (1976)
  - Vier Estudios (Studien) für vier Gitarren (1976)
  - »Cantos I – III« für vier Gitarren (1980)
  - »Convergencias y diferencias para guitarra y clavicembalo« (1983)
  - »12 Preludios para guitarra y clavicembalo« (1985)
  - 48 Duos für zwei Gitarren (Band I und II, 1986)
  - Vier Präludien für Gitarre und Streichquartett (1987)
  - Canon »Excacorde« für vier Gitarren (1988)
  - Drei Präludien für vier Gitarren (1988)
  - »Rondó enigmatico« für Violine und Gitarre (1992)
  - Sechs Präludien für vier Gitarren (1994)
- Akkordeonmusik
  - Marsch für Akkordeon (1971)
  - Allegro con brio (1971)
  - 30 Stücke für Akkordeon (drei Hefte, 1975)
  - »Continuum« für Akkordeon (1975)
- Musik für Mandoline
  - »Wenn der Mandelbaum blüht« (drei Hefte, 1979)
- Musik für Zupforchester
  - »Pasacalles e Cancó« (1974)
  - »Homenaje a Fernando Sor« (1978)
  - Improvisationen über »La Dama d’Aragó« für zwei Zupforchester (1980)
- Musik für Coplas und Gralles
  - »Música par l’entrata« für zwei Gralles und Orgel (1983)
  - Fünfzehn Tänze für drei Gralles (1984)
  - »Sardana Santa Barbara – Joia Capelladina« (1987)
  - »Vals« für drei Gralles (1987)
  - Tango für vier Gralles (1988)
  - »Tango sentimental« für vier Gralles (1991)
  - »La dansa de l’escombra« für drei Gralles und Timbal (1991)
  - »Vals« für drei Gralles und Timbal (1991)
  - Tango für zwei Gralles und Timbal (1991)
- Lieder
  - Zwei Songs für Singstimme und Klavier nach Texten von Carl Sandburg (1948)
  - »Stern im Zwielicht«, sechs Gesänge für Singstimme und Klavier (1948–1949)
  - »Auferweckung des Jünglings«, drei Lieder für Singstimmen und Streichquartett (1952)
  - Drei Gebete, Cantica und Psalmen für Singstimme und Klavier (1952)
  - Zwei geistliche Lieder für Singstimme und Klavier (unvollendet, 1952)
  - Cantica, Psalmen und geistliche Lieder: Neun Stücke für hohe Stimme, Oboe ad libitum und Klavier (1953)
  - Sechs Marienlieder für Singstimme und Klavier (1953)
  - Vier Lieder nach Gedichten von Else Lasker-Schüler für Singstimme und Viola (1957)
  - Vier Lieder nach Gedichten von Clemens ten Holder für Singstimme und Viola (1957)
  - »Tre Cancons Populars Catalanes« (drei katalanische Volkslieder) für Sopran und Klavier (1957)
  - Drei Lieder nach Gedichten von Nelly Sachs für Sopran und Klavier (1959)
  - 20 Hebräische Balladen nach Else Lasker-Schüler für Mezzosopran, Tenor und Klavier (2. Fassung 1959)
  - Vier Lieder nach Gedichten von Fray Luis de León und Lope de Vega für Sopran oder Tenor, Viola und Gitarre (1959)
  - »Tri p’sne pro Mezzosopran a sm. kvartet« (drei tschechische Lieder für Mezzosopran und Streichquartett, 1960)
  - Vier Lieder nach Texten von Karl Kraus für Singstimme und Klavier (1961)
  - »Nachweh« (Else Lasker-Schüler) für Mezzosopran und Klavier (1962)
  - Zwei Lieder (Hermann Hesse) für Singstimme und Gitarre (1962)
  - Fünf Volkslieder für Sopran, Blockflöte und Gitarre (1964)
  - »Diario«, neun Stücke für Singstimme und Klavier (1967)
  - Zwei »Shakespeare-Songs« für Singstimme und Klavier (1969)
  - »Spätsommerstück« (Konrad Weiss) für Alt, Violine und Violoncello (1971)
  - »Chor jüdischer Mädchen« (Eduard Mörike) für Alt, Vibraphon und zwei Trommeln (1971)
  - »Song von den tüchtigen Männern« (Clemens ten Holder) für Singstimme und Gitarre (1972)
  - Zwei Lieder für Singstimme und Gitarre (1972)
  - »Canción de Jimete« für Singstimme und Gitarre (1972)
  - »Consolatio Philosophiae« für Singstimme, Flöte und Gitarre (1973)
  - »Coplas vom Hohen General«, Song aus »Terra Incognita« für Singstimme, Flöte, Gitarre und Trommel (1973)
  - »Del camino« (Vom Weg), fünfzehn Lieder für Mezzosopran und Gitarre (1976)
  - »Los cantos de los ninos« (Antonio Machado), drei Lieder für Alt und Gitarre (1976)
  - »Canconer Catalana«, 34 Lieder aus acht Jahrhunderten katalanischer Poesie für Singstimme und Gitarre (1976)
  - »Lautende Stille – Lärmender Tag« (Fridolin Stier) für Singstimme und Gitarre (1977)
  - »Soneto« (Michelangelo) für Alt und Gitarre (1978)
  - Sieben »Cancons de la cuina« (Küchenlieder) für Singstimme und Gitarre (1978)
  - Sechs Lieder (Juan Ramón Jiménez) für Singstimme und Gitarre (1979)
  - Sechs Weihnachtslieder für Singstimmen, Altflöte in F und Gitarre (1982)
  - Drei katalanische Weihnachtslieder für Singstimme, vier Violinen und dreistimmigen Chor (1983)
  - »La Mare de Déu«, zwei katalanische Weihnachtslieder für Sopran, Alt und Streichquartett (1983)
  - »Gottes Rose« für Singstimme und Klavier (1988)
  - Sieben Lieder nach katalanischen Bauernliedern für Singstimme, Flöten und Gitarre (1992)
  - Sieben Lieder aus »Cánticos« (San Juan de la Cruz) für Singstimme und Gitarre
  - Vierzehn »Villancicos aragoneses« (Aragonesische Weihnachtslieder) für Singstimmen und Instrumente der aragonesischen Volksmusik (1993)
  - Zwölf katalanische Weihnachtslieder für gleiche Stimmen (1993)
  - »El recuerdo« für Sopran und Klavier (ohne Jahreszahl)
  - Sieben Shakespeare-Songs aus verschiedenen Sonetten für Singstimme und Gitarre (ohne Jahreszahl)
  - Vier Lieder nach Texten von Karl Kraus für Singstimme und Gitarre (ohne Jahreszahl)
  - Vier Variationen für Sopran und Gitarre (Else Lasker-Schüler)(ohne Jahreszahl)
  -  »… aunqu de noche« (… obwohl noch Nacht), Dichtung aus dem Carmel (ohne Jahreszahl)
  - »Aniversario« (Jubeljahr) für Alt und Orgel (ohne Jahreszahl)
  - »Jesús« für Alt und Orgel (ohne Jahreszahl)
  - »Cantata: Semana Santa« (Karwoche) für Mezzosopran, Chor mit gleichen Stimmen, Gitarre und Orgel (ohne Jahreszahl)
  - »El patio« (Der Hof) für Mezzosopran und Tasteninstrument (ohne Jahreszahl)
  - »Amor« (Liebe) für Alt und Gitarre (ohne Jahreszahl)
  - »Mediodia« (Mittag) für Mezzosopran und Tasteninstrument (ohne Jahreszahl)
  - »Campo de trigo« (Weizenfeld) für Alt und Gitarre (ohne Jahreszahl)
  - »Marzo« (März) für Mezzosopran und Chor zu gleichen Stimmen (ohne Jahreszahl)
  - »Cardo azul« (Wegwarte) für Alt und Tasteninstrument (ohne Jahreszahl)
  - »Tarda del pregària« (Abendgebet) für Chor zu gleichen Stimmen (ohne Jahreszahl)
  - »Al Sant Crist de l’eglésia del monestir« (An den Heiligen Christus der Klosterkirche)(ohne Jahreszahl)
  - »San José en la Nochebuena« (Sankt Joseph in Heiliger Nacht) für Chor zu gleichen Stimmen (ohne Jahreszahl)
  - Cantata »Tot commencà« (Alles begann) für Mezzosopran, Chor zu gleichen Stimmen und Orgel (ohne Jahreszahl)
- Chormusik a cappella
  - Liederbuch (1. Teil) für gemischten Chor (sieben Lieder, 1947)
  - Liederbuch (2. Teil) für gemischten Chor (sechs Lieder, 1948)
  - Liederbuch (3. Teil) für gemischten Chor (»Der Wanderer«, 1948)
  - Psalm 18, Vers 2–3 für gemischten Chor (1950)
  - Motette »Ich preise dich, Vater« für Solo und gemischten Chor (1950)
  - »Ich preise dich, Vater« (1951)
  - Sechs Negro Spirituals für gemischten Chor (1954)
  - Zwei Chorlieder für gemischten Chor (1956)
  - Zehn katalanische Volkslieder für gemischten Chor (1956)
  - »Aus meines Herzens Grunde« (1957)
  - Psalm 148 (1960)
  - Zwei Madrigale (»Quina cosa« und »L’àrbre«) für gemischten Chor (1960)
  - »Cancons de la cuina« (Küchenlieder) für gemischten Chor (1971)
  - »Madrigal a Sitges« für gemischten Chor und Gitarre (1974)
  - Sieben katalanische Volkslieder für gemischten Chor (1975)
  - »Albada del Graus« für vier gemischte Stimmen (1994)
- Liturgische Musik
  - Dreistimmige Messe für gleiche Stimmen (1943)
  - Nikolausfeier (Kindervesper) für Knabenschola (1946)
  - Musik nach Psalmen für gemischten Chor, drei Trompeten und eine Posaune (1947–1950)
  - Chorwerke a cappella und mit Instrumenten (1947–1953)
  - Missa in D für Chor, Trompete und Orgel (1949)
  - Passionsmusik für Soli, einstimmigen Chor und Orgel (1950)
  - Musik für den 15. Sonntag nach Pfingsten für Männerchor, Schola und Orgel (1951)
  - Missa secunda (ohne Credo) für fünfstimmigen Chor (1951)
  - Missa quarta für vierstimmigen Chor (1952)
  - Missa quinta für dreistimmigen gemischten Chor und Orgel (1953)
  - Vierter Sonntag nach Ostern (1955)
  - Missa tertia für vier gemischte Stimmen (1955)
  - Introitus von der Epiphanie (1956)
  - »Im Frieden dein«, Vorspiel und Tonsatz für zehn Bläser (1958)
  - Feier der heiligen Woche für Vorsänger, Schola, Gemeinde und Orgel (1959)
  - Weihnachtsfestkreis (1959)
  - Zweiter Adventssonntag (1960)
  - Dritter Adventssonntag (1960)
  - Requiem für Solosopran, Solotenor und Chor (1960)
  - »Aus meines Herzens Grunde« für vierstimmigen gemischten Chor (1960)
  - Achter Sonntag nach Pfingsten (1960)
  - Fest Peter und Paul für drei gleiche Stimmen (1960)
  - Deutsche Messe für vierstimmigen Chor, Gemeinde und Orgel (unvollständig, 1962)
  - Advent (1962)
  - Erste Weihnachtsmesse (1962)
  - Dritte Weihnachtsmesse (1962)
  - Fest Verklärung Christi (1962)
  - Vorfasten- und Fastenzeit (1962)
  - »Das ist der Tag, den der Herr macht« mit der Sequenz: »Singet, Christen« (1963)
  - Vierter Sonntag nach Ostern (1964)
  - Das heilige Osterfest (1964)
  - Deutsche Gemeindesingmesse für Chor oder Schola, Gemeinde und Orgel (1965)
  - Fünfter Sonntag nach Ostern (1966)
  - Psalm 148 für gemischten Chor (1967)
  - Deutsches Messeordinarium II für Chor oder Schola, Gemeinde und Orgel (1968)
  - Credo für Chor oder Schola, Gemeinde und Orgel (1968)
  - Messe vom Weißen Sonntag (1968)
  - Deutsche Pfingstsequenz und Zwischengesang (1968)
  - Pfingsten (1969)
  - Herz-Jesu-Fest für gemischten Chor (1970)
  - Herz-Jesu-Fest für gleiche Stimmen (1970)
  - Kyrie-Litanei (1972)
  - Einspiel und Liedsatz zu »Dein Lob, Herr, ruft der Himmel aus« (1974)
  - Der 90. Psalm für zwei gemischte Chöre, zwei Orgeln (Pianoforte) und Sprecher (1975)
  - Messe von Jesus Christus, dem Hohenpriester (1977)
  - »Mein Heidweg« für gemischten Chor, zwei Tenöre und zwei Bässe (1978)
  - Proprium vom Samstag nach dem vierten Fastensonntag (1978)
  - Fest Kreuzerhöhung (1980)
  - Proprium für das heilige Leiberfest in Baindt (1981)
  - Überlinger Weihnachtszyklus: 1. Advent (fünf Teile, 1981)
  - Überlinger Weihnachtszyklus: 2. Advent, Propriumsgesänge (fünf Teile, 1981)
  - Überlinger Weihnachtszyklus: 3. Advent (fünf Teile, 1981)
  - Überlinger Weihnachtszyklus: 4. Advent (fünf Teile, 1981)
  - Überlinger Weihnachtszyklus: Fest der Geburt unseres Herrn, erste Messe (fünf Teile, 1981)
  - Überlinger Weihnachtszyklus: Dritte Messe (fünf Teile, 1981)
  - Überlinger Weihnachtszyklus: Fest der unschuldigen Kinder (fünf Teile, 1981)
  - Überlinger Weihnachtszyklus: Fest der Erscheinung des Herrn (fünf Teile, 1981)
  - Überlinger Weihnachtszyklus: Fest der Unbefleckten Empfängnis Mariens (sechs Teile, 1981)
  - Überlinger Weihnachtszyklus: XVII. Choralmesse, mensural, zu drei Stimmen (1981)
  - Überlinger Weihnachtszyklus: Deutsches Messordinarium II (1981)
  - Überlinger Weihnachtszyklus: Deutsches Messordinarium III (1981)
  - Überlinger Weihnachtszyklus: Altargesänge mit Präfationen (1981)
  - Überlinger Weihnachtszyklus: Weihnachtsvesper mit Antiphon und Magnificat, Marianische Schlussantiphon (1981)
  - Überlinger Weihnachtszyklus: Vorspiel und Tonsatz zu »Gott, heil’ger Schöpfer aller Stern« (1981)
  - Überlinger Weihnachtszyklus: Vorspiel und Tonsatz zu »Es sungen drei Engel« (1981)
  - Überlinger Weihnachtszyklus: Vorspiel und Tonsatz zu »Es kommt ein Schiff, geladen« (1981)
  - Überlinger Weihnachtszyklus: Vorspiel und Tonsatz mit vierstimmigem Chorsatz zu »O Heiland, reiß die Himmel auf« (1981)
  - Überlinger Weihnachtszyklus: Vorspiel, Tonsatz und Chorsatz zu »Ein Kind geborn zu Bethlehem« (1981)
  - Überlinger Weihnachtszyklus: Chorsatz und Tonsatz zu »Ich steh an deiner Krippen hier« (1981)
  - Überlinger Weihnachtszyklus: Vorspiel, Chorsatz, Tonsatz und zweiter Chorsatz zu »In dulci jubilo« (1981)
  - Überlinger Weihnachtszyklus: Kantate »Wie schön leuchtet der Morgenstern« in fünf Teilen (1981)
  - Überlinger Weihnachtszyklus: »Vom Himmel hoch, o Engel kommt«, vier-, sechs- und achtstimmiger Chorsatz und Tonsatz für Orgel (1981)
  - Überlinger Weihnachtszyklus: Chorsatz und Tonsatz zu »Kommet, ihr Hirten« (1981)
  - »Te Deum Laudamus« für gleiche Stimmen und Orgel (1983)
  - Münchner Liturgiemusik: Vorspiel und Tonsatz zu »Wachet auf, ruft uns die Stimme« (1983–1984)
  - Münchner Liturgiemusik: Modell zu einem Melodram (1983–1984)
  - Münchner Liturgiemusik: Tonsatz zu »Quem pastores laudaverunt« (1983–1984)
  - Münchner Liturgiemusik: Einspiel und Tonsatz zu »O ewiger Gott, wir bitten dich« (1983–1984)
  - Münchner Liturgiemusik: Einspiel, Zwischenspiel und Tonsatz zu »Auf dich allein ich baue« (1983–1984)
  - Münchner Liturgiemusik: Einspiel und Tonsatz zu »Zieh an die Macht, du Arm des Herrn«  (1983–1984)
  - Münchner Liturgiemusik: Vorspiel und Tonsatz zu »O Haupt voll Blut und Wunden« (1983–1984)
  - Münchner Liturgiemusik: Vorspiel und Tonsatz zu »Erschienen ist der herrliche Tag« (1983–1984)
  - Münchner Liturgiemusik: Vorspiel und Tonsatz zu »Nun freue dich, du Christenheit« (1983–1984)
  - Münchner Liturgiemusik: Vorspiel und Tonsatz zu »Lasst uns erfreuen herzlich sehr« (1983–1984)
  - Münchner Liturgiemusik: Vorspiel und Tonsatz zu »Nun bitten wir den Heiligen Geist« (1983–1984)
  - Münchner Liturgiemusik: Vorspiel und Tonsatz zu »Komm, Heiliger Geist« (1983–1984)
  - Münchner Liturgiemusik: Vorspiel und Tonsatz zu »Ihr Christen, hoch erfreuet euch« (1983–1984)
  - Münchner Liturgiemusik: Einspiel und Tonsatz zu »Wer heimlich seine Wohnesstatt« (1983–1984)
  - Münchner Liturgiemusik: Einspiel, zwei Chorsätze, zwei Tonsätze und zwei Zwischenspiele zu »Nun lobet Gott im hohen Thron« (1983–1984)
  - Münchner Liturgiemusik: Einspiel und Liedsatz zu »Mein ganze Seel’ dem Herren sing« (1983–1984)
  - Münchner Liturgiemusik: Präfation zum Kirchweihfest (1983–1984)
  - Münchner Liturgiemusik: Tonsatz mit möglichen Zwischenspielen zu »Christ ist erstanden« (1983–1984)
  - Münchner Liturgiemusik: Tonsatz und Zwischenspiel zu »Im Frieden dein« (1983–1984)
  - Münchner Liturgiemusik: Vorspiel und Tonsatz zu »Ave Maria zart« (1983–1984)
  - Münchner Liturgiemusik: Kyrietropus drei- bis vierstimmig, in vier Teilen (1983–1984)
  - Münchner Liturgiemusik: Ostersequenz, mensuriert mit Bläsern und Streichern, über »Christ ist erstanden« (1983–1984)
  - Münchner Liturgiemusik: Sequenz, mensuriert und dreistimmig, über »Veni Sancte Spiritus« (1983–1984)
  - Münchner Liturgiemusik: Psalm 118, einstimmig (Fragment, 1983–1984)
  - Münchner Liturgiemusik: Weihnachtsevangelium (1983–1984)
  - Münchner Liturgiemusik: Osterevangelium (1983–1984)
  - Münchner Liturgiemusik: Pfingsevangelium (1983–1984)
  - Münchner Liturgiemusik: Osterpräfation (1983–1984)
  - Münchner Liturgiemusik: Pfingstpräfation (1983–1984)
  - Münchner Liturgiemusik: Präfation zum Kirchweihfest und zu Mariä Lichtmess (1983–1984)
  - Münchner Liturgiemusik: Der Kanon (1983–1984)
  - Münchner Liturgiemusik: Weitere Präfationen und Kanon (1983–1984)
  - Münchner Liturgiemusik: Ostervesper (1983–1984)
  - Münchner Liturgiemusik: Pfingstvesper (1983–1984)
  - Münchner Liturgiemusik: Gesänge zu Lichtmess (1983–1984)
  - Münchner Liturgiemusik: Komplet (1983–1984)
  - Credo zu Missa secunda (1991)
  - Birnauer Marienvesper für Solostimme, Schola und Gemeinde (1994)
  - Singheft für die Deutsche Vesper, für Ostern und die Osterzeit (1995)
  - Singheft für die Deutsche Vesper, für Pfingsten (1995)
  - Zwei Gebete für Singstimme und Orgel (Manuskript, ohne Jahreszahl)
  - Deutsches Requiem für Singstimme und Orgel in sechs Teilen (ohne Jahreszahl)